# Ajania qiraica
Ajania qiraica là một loài thực vật có hoa trong họ Cúc. Loài này được C.H.An & Dilixiat mô tả khoa học đầu tiên năm 1999.